# Род Фролі
Род Фролі (англ. Rod Frawley; нар. 8 вересня 1952) — колишній австралійський тенісист.
Найвищу одиночну позицію світового рейтингу — 43 місце досяг 22 грудня 1980, парну — 23 місце — 3 березня 1980 року.
Здобув 1 одиночний та 5 парних титулів.
Найвищим досягненням на турнірах Великого шолома був півфінал в одиночному розряді.

## Фінали за кар'єру

### Одиночний розряд (1–1)
| Результат | W/L | Дата     | Турнір              | Покриття | Суперник   | Рахунок       |
| --------- | --- | -------- | ------------------- | -------- | ---------- | ------------- |
| Перемога  | 1–0 | Січ 1982 | Аделаїда, Австралія | Трава    | Ллойд Бурн | 2–6, 6–3, 6–2 |
| Поразка   | 1–1 | Гру 1982 | Мельбурн, Австралія | Трава    | Пет Кеш    | 4–6, 6–7      |

### Парний розряд (5–11)
| Результат | W/L  | Дата     | Турнір                          | Покриття  | Партнер            | Суперники                       | Рахунок            |
| --------- | ---- | -------- | ------------------------------- | --------- | ------------------ | ------------------------------- | ------------------ |
| Поразка   | 0–1  | Вер 1978 | Борнмут, Велика Британія        | Ґрунт     | Девід Картер       | Люк Сандерс Ролф Тунг           | 3–6, 4–6           |
| Поразка   | 0–2  | Жов 1979 | Мауї, США                       | Тверде    | Франсіско Гонсалес | Джон Ллойд Нік Савіано          | 5–7, 4–6           |
| Перемога  | 1–2  | Жов 1979 | Сідней, Австралія               | Тверде    | Франсіско Гонсалес | Віджай Амрітрадж Пет Дюпре      | без гри            |
| Поразка   | 1–3  | Жов 1979 | Токіо, Японія                   | Ґрунт     | Франсіско Гонсалес | Колін Діблі Пет Дюпре           | 6–3, 1–6, 1–6      |
| Перемога  | 2–3  | Січ 1980 | Окленд, Нова Зеландія           | Тверде    | Петер Фейгль       | Джон Седрі Тім Вілкінсон        | 6–2, 7–5           |
| Поразка   | 2–4  | Бер 1980 | Мемфіс, США                     | Килим (i) | Томаш Шмід         | Браян Готтфрід Джон Макінрой    | 3–6, 7–6, 6–7      |
| Перемога  | 3–4  | Чер 1980 | Лондон/Queen's, Велика Британія | Трава     | Джефф Мастерз      | Пол Макнамі Шервуд Стюарт       | 6–2, 4–6, 11–9     |
| Поразка   | 3–5  | Жов 1980 | Брисбен, Австралія              | Трава     | Філ Дент           | Джон Макінрой Метт Мітчелл      | 6–8                |
| Перемога  | 4–5  | Жов 1981 | Брисбен, Австралія              | Трава     | Кріс Льюїс         | Марк Едмондсон Майк Естеп       | 7–5, 4–6, 7–6(7–4) |
| Поразка   | 4–6  | Бер 1982 | Лінц, Австрія                   | Ґрунт     | Пол Кронк          | Андерс Яррід Ганс Сімонссон     | 2–6, 0–6           |
| Перемога  | 5–6  | Тра 1982 | Гілтон-Гед-Айленд, США          | Ґрунт     | Марк Едмондсон     | Алан Валдмен Вен Вінітскі       | 6–1, 7–5           |
| Поразка   | 5–7  | Лип 1982 | Ньюпорт, США                    | Трава     | Сід Болл           | Джон Ендрюс Джон Седрі          | 6–3, 6–7, 5–7      |
| Поразка   | 5–8  | Лип 1982 | Кіцбюель, Австрія               | Ґрунт     | Павел Сложил       | Марк Едмондсон Кім Ворвік       | 6–4, 4–6, 3–6      |
| Поразка   | 5–9  | Жов 1982 | Melbourne Indoor, Австралія     | Килим (i) | Сід Болл           | Франсіско Гонсалес Метт Мітчелл | 6–7, 6–7           |
| Поразка   | 5–10 | Гру 1983 | Сідней, Австралія               | Трава     | Бродерік Дайк      | Майк Бауер Пет Кеш              | 6–7, 4–6           |
| Поразка   | 5–11 | Гру 1983 | Аделаїда, Австралія             | Трава     | Бродерік Дайк      | Крейг А. Міллер Ерік Шербек     | 3–6, 6–4, 4–6      |